# Билецкий, Мирослав Золтанович
Миросла́в Золта́нович Биле́цкий (укр. Мирослав Золтанович Білецький; род. 11 января 1976, Рокосово, Хустский район) — украинский политик. Председатель Закарпатской областной государственной администрации с 8 ноября 2024 года (и. о. 9 сентября — 8 ноября 2024). Депутат Закарпатского областного совета VI (2010—2015), VII (2015—2020) и VIII (2020—2025) созывов.

## Биография
Родился 11 января 1976 года в селе Рокосово Хустского района Закарпатской области. Окончил Национальный университет «Львовская политехника» по специальности «Экономика предприятия», квалификация — инженер-механик.
Был кандидатом в депутаты Верховной Рады Украины IX созыва на внеочередных выборах 2019 года от политической партии «Украинская стратегия Гройсмана» под № 16 в партийном списке.
На местных выборах 2020 года набрал рекордное среди всех избранных депутатов количество голосов избирателей: 6668, что составляло 115 % квоты.
Избран депутатом Закарпатского областного совета VIII созыва от Закарпатской областной организации политической партии «Родное Закарпатье».
Уполномоченное лицо депутатской фракции «Родное Закарпатье».
С 25 ноября 2021 года входит в состав Постоянной комиссии областного совета по вопросам бюджета.
С 2021 по ноябрь 2024 года — первый заместитель председателя Закарпатской областной государственной администрации.
С 9 сентября по 8 ноября 2024 года — и. о. председателя Закарпатской областной государственной администрации.
С 8 ноября 2024 года — председатель Закарпатской областной государственной администрации.
Мирослав Билецкий пропагандирует здоровый образ жизни, выступает участником и соорганизатором полумарафонов на Закарпатье.